# George Gawler

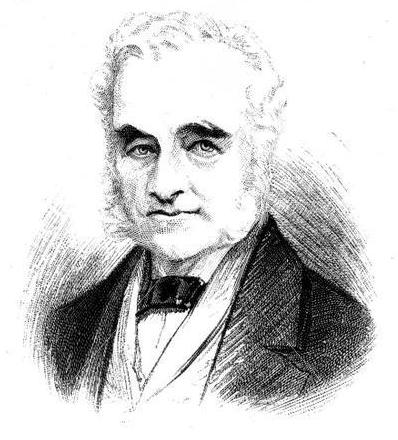
George Gawler

George Gawler, KH (* 21. Juli 1795; † 7. Mai 1869) war der zweite Gouverneur von South Australia.

## Militärkarriere
Gawler wurde 1795 als Sohn von Captain Samuel Gawler und dessen Ehefrau Julia, geb. Russell, geboren. Nachdem Gawler zwei Jahre lang das Militärcollege Great Marlow besucht hatte, wurde er im Oktober 1810 in das 52nd (Oxfordshire) Regiment of Foot einberufen und nahm im Januar 1812 mit seinem Regiment an den Napoleonischen Kriegen auf der Iberischen Halbinsel teil. Bis zur Rückkehr seines Regimentes nach Großbritannien blieb Gawler in Madrid. Anschließend nahm er, mittlerweile im Rang eines Leutnants an der Schlacht bei Waterloo teil. Mit der Besatzerarmee blieb er anschließend bis 1818 in Frankreich, ehe er 1820 Maria Cox heiratete. Von 1823 bis 1826 war Gawler in New Brunswick stationiert und setzte sich zusammen mit seiner Frau für soziale Aktivitäten ein. Nach seiner Rückkehr nach England war er von 1830 bis 1832 für die Rekrutierung innerhalb der Armee zuständig. Nachdem er 1834 in den Rang eines Lieutenant-Colonels aufstieg, erhielt er 1837 das Ritterkreuz des Guelphen-Ordens.

## Gouverneur von South Australia
Im Jahr 1838 wurde Gawler zum Gouverneur von South Australia berufen. Er ersetzte den wegen Unstimmigkeiten nach Großbritannien zurückbeorderten John Hindmarsh. Als der neue Gouverneur im Oktober 1838 in South Australia eintraf, verfügte der Staat nur über geringe finanzielle Mittel, und 4000 Immigranten bewohnten nur provisorische Bauten. Die Summe, die Gawler jährlich ausgeben durfte, lag bei £12.000. Zudem erhielt er einen Kredit von £5.000 für Notfälle. Es gelang ihm, Charles Sturt zu überreden, ihm aus New South Wales zu folgen, um als Surveyor General in South Australia zu arbeiten. Surts Aufgabe war es, Gutachten zu erstellen und Colonel William Light zu ersetzen, der aufgrund sich verschlechternder Gesundheit und fehlendem Personal von seinem Amt als Surveyor General zurückgetreten war. Gawler berief weitere Kolonialbeamte und gründete eine Polizeieinheit. Des Weiteren verbesserte er die Anlagen in Port Adelaide. Das erste Government House des Staates wurde ebenfalls auf Gawlers Veranlassung erbaut.
Da 1840 Australien von Dürrekatastrophen betroffen war, wollte Gawler eine Hungersnot verhindern und gab über £200.000 aus, womit die finanziellen Mittel aus London vollkommen ausgereizt wurden und der Staat bankrottging. Das britische Parlament bewilligte eine Geldanleihe in Höhe von £155.000 (welche später nicht mehr zurückgezahlt werden musste). Ersetzt wurde Gawler auf dem Posten als Gouverneur durch George Edward Grey.

## Nach Gawler benannte Orte
Nach Gawler wurden die Town of Gawler sowie die Gawler Ranges im Norden der Eyre-Halbinsel benannt.